# Clear Lake Shores
Clear Lake Shores es una ciudad ubicada en el condado de Galveston en el estado estadounidense de Texas. En el Censo de 2010 tenía una población de 1.063 habitantes y una densidad poblacional de 550,17 personas por km².

## Geografía
Según la Oficina del Censo de los Estados Unidos, Clear Lake Shores tiene una superficie total de 1.93 km², de la cual 1.13 km² corresponden a tierra firme y (41.29%) 0.8 km² es agua.

## Demografía
Según el censo de 2010, había 1.063 personas residiendo en Clear Lake Shores. La densidad de población era de 550,17 hab./km². De los 1.063 habitantes, Clear Lake Shores estaba compuesto por el 95.86% blancos, el 1.13% eran afroamericanos, el 0.19% eran amerindios, el 0.75% eran asiáticos, el 0% eran isleños del Pacífico, el 1.03% eran de otras razas y el 1.03% pertenecían a dos o más razas. Del total de la población el 7.62% eran hispanos o latinos de cualquier raza.